# واولکس، هوت سوی
واولکس، هوت سوی (به فرانسوی: Vaulx, Haute-Savoie) یک کمون در فرانسه است که در Canton of Rumilly واقع شده‌است.

## خصوصیات
واولکس ۱۱٫۱۹ کیلومترمربع مساحت و ۷۳۸ نفر جمعیت دارد.